# القطة (فلم)
القطة، أو (بالتركية: Kedi) هو فيلم وثائقي تركي لعام 2016 من إخراج جيداء تورون حول العديد من قطط الشارع التي تعيش في اسطنبول. تم عرضه لأول مرة في مهرجان إسطنبول المستقل للأفلام في 21 فبراير 2016 قبل أن يتم إصداره في أمريكا الشمالية في 10 فبراير 2017. وقد ظهر لأول مرة على خدمة يوتيوب بريميم في 10 مايو 2017. تم إصداره على DVD في الولايات المتحدة في 14 نوفمبر 2017. تلقى الفيلم استحسانًا نقديًا وحقق أكثر من 5 ملايين دولار. أدرجته مجلة تايم كواحد من أفضل عشرة أفلام لعام 2017.

## الخلاصة
تعيش الآلاف من قطط الشوارع في اسطنبول، أكبر مدينة في تركيا، كما عاشت منذ قرون. بعض القطط متوحشة وتدافع عن أنفسها، والبعض الآخر مدجن ويعتني بهم الناس. يصور الفيلم هذه القطط، ويتضمن العديد من المقابلات مع الأشخاص المتفاعلين معها. يركز على الفيلم على سبعة من القطط، والتي تدعى الأصفر والدخاني و بينجو وأسد السلام وجاميز وسيكوبات وبحر.

## الإنتاج
قام مصورون الفيلم ببناء منصة خاصة لتصوير القطط على مستوى الشارع. وكذلك تعاون صانعو الأفلام مع السكان المحليين لمتابعة تصوير بعض القطط عندما تنتقل القطط الملكيات العامة إلى الملكيات الخاصة.
اختار المخرج وطاقمه في البداية خمسة وثلاثين قططًا ليركز عليها الفيلم. ثم قاموا بتصوير تسعة عشر منهم، ثم اختاروا سبعة ليتم عرضها في المقطع الأخير من الفيلم.

### الجوائز
| السنة | الجائزة                        | التصنيف                                    | المستلمون   | النتيجة |
| ----- | ------------------------------ | ------------------------------------------ | ----------- | ------- |
| 2017  | جوائز النقاد لأفضل فيلم وثائقي | في الموضوع الحي الأكثر إلحاحل لفيلم وثائقي | قطط إسطنبول | فوز     |
| 2017  | جوائز النقاد لأفضل فيلم وثائقي | أفضل أول وثائقي                            | جيداء تورون | فوز     |
| 2017  | جوائز النقاد لأفضل فيلم وثائقي | أفضل مخرج                                  | جيداء تورون | رُشِّح     |
| 2017  | جوائز النقاد لأفضل فيلم وثائقي | أفضل وثائقي                                | القطة       | رُشِّح     |
| 2017  | جوائز النقاد لأفضل فيلم وثائقي | الوثائقي الأكثر إبداعا                     | القطة       | رُشِّح     |

## روابط خارجية
- مقالات تستعمل روابط فنية بلا صلة مع ويكي بيانات